# Internationella rödakors- och rödahalvmånefederationen
Internationella Rödakors- och rödahalvmånefederationen, IFRC är en organisation i internationella Röda Korset som samordnar hjälpinsatser i naturkatastrofer och bistånd i fredstid. IFRC grundades 1919 för att förena de nationella rödakorsföreningarna. IFRC har sitt huvudkontor i Genève, Schweiz. Federationen tillsammans med Internationella Rödakorskommittén (ICRC) och de 192 nationella föreningarna bildar den internationella rödakorsrörelsen.